# Eduard Stettler
Eduard Stettler (Berna, 1880 – 1940) è stato un giurista ed esperantista svizzero. Ha più volte ricoperto cariche all'interno dell'Associazione universale esperanto: eletto vicedirettore nel 1911, fu eletto presidente nel 1920 e nel 1928. Dimessosi una prima volta nel 1924 per problemi di salute, nel 1934 lasciò la guida dell'UEA, protestando contro la mancata rielezione di tre membri del comitato durante il Congresso universale di Stoccolma. Dal 1924 fu presidente onorario. È stato autore di una biografia di Hector Hodler ed ha contribuito alla stesura dello statuto del 1920.